# إيلي هاريسون (مقدمة تلفزيونية)
إيلي هاريسون (بالإنجليزية: Ellie Harrison)‏ هي مقدمة تلفزيونية بريطانية، ولدت في 17 نوفمبر 1977.

## وصلات خارجية
- الموقع الرسمي
- إيلي هاريسون على موقع IMDb (الإنجليزية)
- إيلي هاريسون على موقع قاعدة بيانات الفيلم (الإنجليزية)